# Nikola Vapcarov
Nikola Jonkov Vapcarov (bugarski: Никола Йонков Вапцаров; Bansko, 7. prosinca 1909. – Sofija, 23. srpnja 1942.) bio je bugarski pisac, pjesnik, dramaturg, književni kritičar, revolucionar, antifašist, aktivni član Bugarske komunističke stranke. 

## Životopis
Nikola Jonkov Vapcarov bio je prvorođeno dijete Ivana (Jonko) Vapcarova i Elene Vezjove, oboje Bugara protestantske (evangelističke) vjeroispovijedi.[nedostaje izvor] Pjesnikov otac Jonko Vapcarov (1880. – 1939.) još u vrijeme turskoga ropstva sudjeluje u oslobodilačkom i revolucionarnom pokretu. Pjesnikova majka nekoliko se godina školovala u protestantskom američkom koledžu u Samokovu, a zatim je neko vrijeme radila kao učiteljica po Makedoniji. 
Rodno mjesto N. J. Vapcarova, gradić Bansko na rijeci Glazne u sjeveroistočnom podgorju Pirina, dobro povezano s gradovima Razlog, Gorna Džumaja (danas Blagoevgrad), Nevrokop (danas Goce Delčev) i Velingradom na Rodopima, stoljećima je bilo živahno i nacionalno i građanski osviješteno. Tijekom 18. i 19. stoljeća, stanovništvo koje se bavilo obradom drveta, poljoprivredom, voćarstvom i pčelarstvom, a od zanata ikonoslikarstvom, zidarstvom i metalurškim obrtima – u živim je vezama s okolnim gradovima i Bečom. Banskalije aktivno sudjeluju u oslobodilačkim i revolucionarnim borbama protiv Osmanskog Carstva (kao i kasnije tijekom antifašističke borbe u Drugom svjetskom ratu od 1941. do 1945.). Dom njegovih roditelja i izravno je vezan za revolucionarna previranja u ovom dijelu Makedonije, najprije u vrijeme Ilindenskog ustanka, kada mu je otac bio komita, a zatim s protjerivanjem Turaka iz Makedonije (1912.).
U tom i takvom uzburkanom revolucionarnom ali i intelektualnom obiteljskom i zavičajnom okruženju u Vapcarovu su se već zarana probudile dvije velike ljubavi: prema knjizi i prema domovini. Još kao srednjoškolac on počinje pisati pjesme i svoj prvi rad “Ka svijetlim idealima” objavljuje u listu “Borba” 15. lipnja 1926. Tijekom 1927./1928. javlja se s poetskim prilozima i u časopisu “Rodina” (“Domovina”), službenom organu Makedonskog omladinskog saveza u Bugarskoj. Po svršetku tek šestog razreda gimnazije u Banskom i Razlogu, zbog pogoršanih materijalnih prilika u obitelji budući je pjesnik prisiljen upisati se u Pomorsku strojarsku školu u crnomorskoj metropoli Varni, gdje stupa u kontakt s komunističkim omladinskim i književnim kružocima. U to vrijeme intenzivno čita klasične pisce i proučava filozofiju i političku ekonomiju, no ipak najdominantniji je njegov interes za lijepu književnost. Pod utjecajem je velikog bugarskog pjesnika i negdašnjeg bugarskog komite, pobratima Goce Delčeva i blizak prijatelj njegova oca Jonka – Peju Javorova, kojeg je kao dijete i osobno upoznao.
Po svršetku školovanja 1932. Nikola Jonkov Vapcarov zapošljava se kao pomorski tehničar na bugarskom trgovačkom brodu “Burgas”, što mu omogućava da posjeti Carigrad, Famagustu, Aleksandriju, Bejrut i Port Said. Kasnije napušta rad na brodu, našavši namještenje u jednoj tvornici papira Bugarske gorske industrije. Radeći u selu Kočerinovu kraj Dupnice (danas Stanke-Dimitrov), pokušava animirati i organizirati tamošnje radništvo, pa su u tom smjeru sve intenzivniji i njegovi napori na kulturno-prosvjetnom planu. Tako na scenu postavlja nekoliko naprednih kazališnih komada i drži niz predavanja, a ubrzo stupa u kontakt i s Bugarskom radničkom partijom (komunista) i postaje njezinim članom. U to vrijeme upoznaje se i sa svojom budućom suprugom Bojkom, kćerkom Bugara doseljenih iz Egejske Makedonije. Ona će mu biti životna družica u najtežoj i najznačajnijoj dekadi njegova života.
Oko 1935. godine i Bugarsku zahvaća velika ekonomska kriza. Tvornica u kojoj je radio Vapcarov zatvorena je, a radnici su otpušteni s posla. Vapcarov podiže radništvo na noge, tvornicu otvaraju, ali vlasti doznaju za ove njegove akcije i on je opet na ulici. Neimaština u to vrijeme nesmiljeno pritišće njegovu obitelj; k tomu, umire im i sin jedinac – Jonko. Nakon dužeg vremena Vapcarov uspijeva naći posao u tvornici braće Bugarčevih u Sofiji. Radi u fizički nemogućim uvjetima, ali ne prestaje pisati. U naprednom tisku objavljuje svoje stihove. Pjesmom “Romantika” pobjeđuje na anonimnom natječaju časopisa “Letec”. Pobjeđuje i na natječaju za radio-dramu, ali kako organizatori doznaju o kome je riječ, drama nije postavljena ni emitirana. 
Koncem 1938. godine Vapcarov s grupom makedonskih intelektualaca u Sofiji osniva Makedonski literaturni kružok. Na prvom, osnivačkom sastanku na kojem su, uz Vapcarova, sudjelovali još Mihail Smatrakalev (Angel Žarov), Anton Velikov – Belomorski, Anton Popov, Asen Šurdov (Vedrov) i po liniji Gradskog komiteta BKP, Vasil Aleksandrov. Vapcarov podnosi uvodno izlaganje u kojem su jasno izrečeni ciljevi, namjere i pobude zbog kojih se Kružok osniva: rad na stvaranju i razvoju makedonske nacionalne kulture; i neovisno o tome što će u početku to biti na bugarskom jeziku na kojem su tada svi pisali kao emigranti i kao ljudi obrazovani u bugarskim školama – tematikom, sadržajem i stvaralačkim doživljajima radit će na ostvarenju ideala makedonske nacionalne samostalnosti te slobodne i neovisne Makedonije. O tome u svojoj knjizi “Makedonski literaturni kružok” („Македонскиот литературен кружок”, „Современост”, Skoplje, 1977.) piše Dimitar Mitrev, jedan od najistaknutijih makedonskih književnih kritičara druge polovice 20. st., koji je postao članom toga Kružoka ubrzo nakon njegova osnutka, kao i istaknuti makedonski prozaik Georgi Abadžiev, te pjesnici Venko Markovski i Kole Nedelkovski. (Vidi i “Opća enciklopedija JLZ”, svezak 8 (Š-Žva), Zagreb, 1982., str. 450).
U međuvremenu, Vapcarov nalazi novi posao na Bugarskoj državnoj željeznici kao ložač (ognjar). Izložen teškom radu više se puta razbolijeva. Naposljetku, uz pomoć prijatelja, dobiva posao u općinskoj klaonici, koji je jednako težak i prljav, ali mu ipak omogućava da prikupi snage i dovrši i objavi svoju znamenitu pjesničku knjigu “Bojler Balade”. Javno od kritike prešućivana, ova zbirka njegovih pjesama, snažno prožetih domoljubljem, revolucionarnim zanosom o socijalnoj pravdi i dubokim humanizmom, doživljava velik uspjeh kod čitateljstva.
U to vrijeme Vapcarov je iznimno aktivan kao društveni i sindikalni radnik. Pružajući otpor pravim snagama koji po svaku cijenu nastoje ovladati masovnim i profesionalnim organizacijama, on za organizaciju bugarskih tehničara izdaje list “Tehnički glas”, postajući i članom ilegalnog rukovodstva njihovog sindikata. Sudjeluje u protestnim akcijama protiv vladine najezde, pa se zbog sakupljanja potpisa u Pirinskom kraju (Razloško) u tzv. “Sobolevoj akciji” (za potpisivanje ugovora sa SSSR-om) našao iza rešetaka. Na sudu se uspješno obranio i pušten je na slobodu, ali je bio protjeran iz rodnoga grada kao “opasan element”.
Početkom četrdesetih godina, uz Dimitra Mitreva i nekolicinu drugih suradnika, postaje članom uredništva lista “Literaturen kritik” (“Književni kritičar”) koji je već neko vrijeme izlazio i koji će, zbog izrazito lijeve orijentacije, ubrzo biti zabranjen.
Poslije Hitlerova napada na SSSR Vapcarov se svim svojim snagama posvećuje antifašističkom otporu. Nakon nekoliko mjeseci ilegalnog djelovanja i sudjelovanja u raznim sabotažama, 4. ožujka 1942. biva uhićen i u Direkciji sofijske policije izložen žestokim mučenjima. Znajući što ga čeka s mučiteljima, on se u zatvoru pokušava ubiti, režući vene čavlima, no u tome ne uspijeva. Zajedno s većom grupom bugarskih antifašista, među kojima je bio i član Makedonskog literaturnog kružoka u Sofiji, Anton Popov, ratni ga sud osuđuje na smrt strijeljanjem, bez prava na žalbu. Kazna im je, u nazočnosti najbližih, izrečena 23. srpnja 1942. u 11,00 sati, a iste je večeri, u 21,10 sati, Vapcarov s petoricom svojih drugova okrutno pogubljen na Garnizonskoj streljani u Sofiji.
Postumno, 1952. godine, povjerenstvo Međunarodne nagrade za mir, između sedamdeset i dvojice kandidata izabrao je upravo velikog pjesnika i posmrtno mu dodijelio najviše međunarodno odličje – Počasnu nagradu za mir.
Poezija Nikole Jonkova Vapcarova doživjela je bezbrojna izdanja te književno-kritička tumačenja i prosudbe, a prevedena je na preko stotinu svjetskih jezika.

### Prva izdanja
- “Motorne pjesme” (“Моторни пѣсни”, Sofija 1940.),
- “Antologija” (postumno, 1946.), pjesme,
- “Talas koji buči” (postumno, “Вълната, която бучи”, časopis “Septemvri”, br. 7 /srpanj/, Sofija, 1957.), drama (poznata i kao "Kada talas buči")[2]

### Sabrana djela
- Вапцаров, Никола. Съчинения, София 1969 (Nikola Vapcarov, Dela, Sofija 1969., urednici – L. Kackova i B. Vapcarova)
- Nikola Jonkov Vapcarov: “Tvorbi”, “Misla”, Skoplje, 1979., izbor i predgovor Gane Todorovski

### Odabrana literatura o Vapcarovu
- Elena Vapcarova: “Uspomene o mom sinu” (“Спомени за моя син”), Sofija, 1960.,
- Bojka Vapcarova: “Kad uskrsavaju milijuni ljudi” (“когато възкръсват милионите хора”), Sofija, 1961.,
- Geogi Karaslavov: “Susreti razgovori s Nikolom Vapcarovim” (“срещи и разговори с Никола Вапцаров"), Sofija, 1961.,
- "Bugarska književna kritika o Vapcarovu" (Българската критика за Никола Вапцаров), urednik – N. Jankov, Sofija, 1969.,
- Никола Јонков Вапцаров: “Творби” (Nikola Jonkov Vapcarov: “Djela”), Мисла, Скопје, 1979.,
- Димитар Митрев: „Творечкиот лик на Вапцаров” (Dimitar Mitrev: “Stvaralački lik Vapcarova”), Огледи и критики 2”, НИК Наша книга, Скопје, 1970., str. 7–103.; vidi i u ediciji „Македонската книжевност во книжевната критика, том втори, Уметничко творештво”, str. 355–450., Мисла, Скопје, 1973. – 1975., – priredili Aldo Kliman, Rade Siljan, Vele Smilevski и Sande Stojčevski),
- Димитар Митрев: „Околу еден эборник эа Вапцаров” (Dimitar Mitrev: “Оko jednog zbornika o Vapcarovu”), Огледи и критики 2”, НИК Наша книга, Скопје, 1970., str. 104–127., v. ”Никола Јонков Вапцаров: “Творби” (Nikola Jonkov Vapcarov: “Djela”), Мисла, Скопје, 1979., str. 291–312.
- Димитар Митрев: „Уметничките воэгледи на Вапцаров” (Dimitar Mitrev: “Umjetnički pogledi Vapcarova”), Огледи и критики 2”, НИК Наша книга, Скопје, 1970., str. 128–180.),
- Гане Тодоровски: „Животот и делото на Никола Јонков Вапцаров (1909-1942)” (Gane Todorovski: “Život i djelo Nikole Jonkova Vapcarova 1909. – 1942.), Никола Јонков Вапцаров: “Творби”, str. 7–52.
- Димитар Митрев: „Македонскиот литературен кружок во Бугарија помеѓу двете светски војни” (Dimitar Mitrev: “Makedonski književni kružok u Bugarskoj između dva svjetska rata”), Никола Јонков Вапцаров: “Творби”, str. 313–334.
- Dimitar Mitrev: “Makedonski literarni kružok” (“Makedonskiot literaturen kružok”, časopis “Sovremenost”, Skoplje, 1977.),
- Gane Todorovski: “Život i djelo Nikole Jonkova Vapcarova (1909. – 1942.)” (“Životot i deloto na Nikola Jonkov Vapcarov 1909-1942)” i “Makedonski literaturni kružok u Sofiji (1938. – 1978.)” (“Makedonskiot literaturen kružok vo Sofija 1938-1978) u knjizi Vapcarov: “Tvorbi”, “Misla”, Skoplje, 1979.
- Zapažene radove o životu i stvaralaštvu Nikole Jonkova Vapcarova objavili su još: Marin Georgijev, Blaže Ristovski, Georgi Stardelov, Georgi Stalev, Miodrag Drugovac i dr.

## Vanjske poveznice
- Vapcarov, Nikola. Dela (na bugarskom)